# 阿莱斯豪森
阿莱斯豪森是德国巴登-符腾堡州的一个市镇。总面积11.31平方公里，总人口471人，其中男性246人，女性225人（2011年12月31日），人口密度42人/平方公里。